# Alaudidae
Alaudidae (cotovia) é um nome genérico dado a várias aves passariformes que constituem a família Alaudidae. São aves essencialmente do Velho Mundo, com exceção de uma única espécie, a Eremophila alpestris que também habita a América do Norte. Por vezes, o nome cotovia é usado para aludir exclusivamente à cotovia-comum.
A maioria reside na parte mais ocidental da sua área de distribuição. As cotovias que vivem na parte mais oriental têm movimentos migratórios mais acentuados em direcção ao sul, durante o inverno. As aves que vivem na área médio-ocidental da área referida movem-se também na direção de terras baixas e zonas costeiras durante a época fria. Habitam preferencialmente espaços abertos, cultivados ou baldios.
São conhecidas pelo seu canto característico. O seu voo é ondulante, caracterizado por descidas rápidas e ascensões lentas alternadas. Os machos elevam-se até os 100 metros ou mais, até parecer apenas um ponto no céu onde descreve círculos e continua a cantar.
É difícil de distinguir no chão devido ao seu dorso acastanhado com estrias escuras. O seu ventre é pálido, com manchas alvacentas.
Alimenta-se de sementes. Na época do acasalamento acrescenta ao seu regime alimentar alguns insetos.
A cotovia foi também o nome informal da V Alaudae, uma legião romana recrutada por Júlio César.

## Géneros de cotovia
Embora recebendo todas a designação de cotovia, há muitas espécies desta ave, reunidas em vários géneros. Eles são:
| - Mirafra - Pinarocorys - Heteromirafra - Certhilauda - Chersomanes | - Eremopterix - Ammomanes - Alaemon - Ramphocoris - Melanocorypha | - Calandrella - Spizocorys - Eremalauda - Chersophilus - Galerida | - Pseudalaemon - Lullula - Alauda - Eremophila |

## Localidade
Cotovia também foi nome dado a uma aldeia do concelho de Sesimbra. Diz-se que este nome veio de na localidade haver bastantes aves destas, então deram seu nome à aldeia.

## Na literatura
- A cotovia tem sido muito utilizada em canções e em poemas (é o nome de uma editora portuguesa especializada em poesia).
- Na peça de William Shakespeare, Romeu e Julieta, os dois amantes, depois de uma noite de amor, discutem se o pássaro que ouvem lá fora é a cotovia ou o rouxinol, preferindo este último, que canta durante a noite, enquanto a cotovia anuncia o dia e, com ele, a separação dos amantes.
- São Francisco de Assis tinha nas cotovias suas amigas prediletas na natureza, as chamava irmãs cotovias, a literatura franciscana é repleta de citações destes pássaros.
- Uma ode, de Percy Bysshe Shelley sobre a cotovia inicia-se com uma frase bem conhecida do público anglófono:

Hail to thee, blithe spirit!
Bird thou never wert!
Avé, alegre espírito!
Tu que nunca foste pássaro!
- Na obra Les Miserables de Victor Hugo, o autor conta em determinado trecho do livro a história de uma linda menina (Cosette) que após ser deixada aos cuidados de uma família má e viver em maus tratos e trabalhos forçados, adquire um aspecto doente ficando muito magra, devido a isto as pessoas que a conhecem começam a chamá-la de Cotovia.
- Jane Johnson no seu livro O décimo som, abre o primeiro capítulo da seguinte forma: "Existem apenas duas ou três histórias humanas e continuam a repetir-se tão ferozmente como se nunca tivessem acontecido antes, como se fossem cotovias que há milhares de anos não cessam de cantar as mesmas cinco notas."

Música
Este pássaro também é citado em uma composição de Raul Seixas, que tem por nome Mas, I love you.
Onde ele diz.:
"Deixo de ser coruja, pra ser sua cotovia...
e só viver de dia..."
Literatura
Na clássica adaptação para o teatro Casa de Bonecas de 1879, o poeta e dramaturgo, Henrik Ibsen, constantemente,  colocava o personagem Helmer a chamar sua esposa, Nora, de cotovia.